# Trần Công Xán
Trần Công Xán (陳公燦) hay còn gọi là Trần Công Thước là Tiến sĩ triều Lê Cảnh Hưng. Quê ông là thôn Trung, xã An Vĩ, huyện Khoái Châu, tỉnh Hưng Yên. Ông làm quan đến Thương thư Bộ Công, sau thăng Đồng Bình Chương sự. Tính tình cương trực, can đảm, thẳng thắn, dám nói thẳng những điều mà người khác không dám nói. Đặc biệt, ông có tài hùng biện, ngay cả khi ông vào Phú Xuân để đòi lại đất Nghệ An, Nguyễn Huệ cũng phải khen là giỏi, muốn ông quy hàng nhưng ông không nghe. Do sợ lộ tin tức về tình hình của hai anh em Nguyễn Nhạc - Nguyễn Huệ đang xích mích nên Nguyễn Huệ đã lập mưu giết ông. Sau một thời gian giam giữ mà vẫn không thuyết phục được, Nguyễn Huệ vờ cho Trần Công Xán về. Khi thuyền ra đến ngoài khơi, lợi dụng đêm tối, thủy thủ (vốn là lính Tây Sơn bơi rất giỏi) đã đục thuyền, dìm chết cả đoàn sứ thần nhà Lê Chiêu Thống, đồng thời phao tin là thuyền gặp gió bão nên bị chìm.
- http://doingoaihungyen.vn/644n/tran-cong-xan-1731--1787.html

- http://vanmieu.d.webcom.vn/vi/tien-si-tran-cong-xan-1731-1787--DCD8E69254E85AFF89967F5D782AA71B.html

1. ↑  "Nhân vật lịch sử Việt Nam: Trần Công Xán". Văn Sử. Bản gốc lưu trữ ngày 30 tháng 1 năm 2020. Truy cập ngày 28 tháng 2 năm 2020.